# 闽安戍守台湾将士墓群
闽安戍守台湾将士墓群，位于中国福建省福州市马尾区亭江镇闽安村，是一处清军墓群。清同治十三年（1874年），日军借八瑤灣事件出兵攻打台湾南部原住民部落，是為牡丹社事件，沈葆桢率領清軍增援台灣，事後御敌阵亡或染瘅疫病死的清军，归葬于此。墓群坐西南向东北，其右侧和前后两边用花岗石砌造，墓埕用三合土夯筑。墓群面宽13米，纵深11.5米。墓群内埋有135位清兵遗骸，各墓距离相等，均用三合土封顶。封土前各立一小墓碑，花岗石质，碑面镌刻死者的籍贯及姓名。墓群前立一石碑，碑文阴刻楷书“义冢，同治岁次甲戌冬十月吉祥日立。”
2009年11月16日公布为福建省文物保护单位。2013年3月5日，作为福建戍守台湾将士墓群之一公布为第七批全国重点文物保护单位。